# Hinigaran
Hinigaran ist eine Gemeinde in der Provinz Negros Occidental auf der Insel Negros auf den Philippinen. Sie hat 85.602 Einwohner (Zensus 1. August 2015), die in 24 Barangays leben. Sie gehört zur 1. Einkommensklasse der Gemeinden auf den Philippinen und wird als partiell urbanisiert beschrieben.
Sie liegt ca. 54 km südlich von Bacolod City. Die Reisezeit beträgt ca. eine Stunde 15 Minuten mit dem Bus, mit dem Auto ca. eine Stunde. Ihre Nachbargemeinden sind Pontevedra im Norden, Isabela und La Castellana im Osten, Binalbagan bildet die südliche Grenze. Die Küstenregion im Westen liegt am Golf von Panay. Die Topographie der Gemeinde wird im Osten als hügelig beschrieben und fällt ab hin zur Küstenebene.
Die Century-old Kirche in Hinigaran wurde im romanischen Baustil errichtet. Der Old Church Convent wurde im Zweiten Weltkrieg zerstört und wurde wieder aufgebaut, es beherbergt heute eine Schule die von Augustiner Nonnen geleitet wird. Die Senator Esperidion Guanco Brücke hat eine Länge von 114 Metern und ist 6 Meter breit, sie wurde 1927 erbaut. Der Mini Rizal Park wurde 1970 vor der Century-old Kirche errichtet und zeigt Skulpturen der Soldaten des Zweiten Weltkrieges. 

## Barangays
| - Anahaw - Aranda - Barangay I (Pob.) - Barangay II (Pob.) - Barangay III (Pob.) - Barangay IV (Pob.) - Bato - Calapi - Camalobalo - Camba-og | - Cambugsa - Candumarao - Gargato - Himaya - Miranda - Nanunga - Narauis - Palayog - Paticui - Pilar | - Quiwi - Tagda - Tuguis - Baga-as |